# Mall (phim)
Mall, được biết đến trong tiếng Pháp là Mall: A Day to Kill  (Trung tâm mua sắm: Một ngày để chết), là một bộ phim hồi hộp năm 2014 của Mỹ dựa trên tiểu thuyết cùng tên do Eric Bogosian viết. Nó được phát hành vào ngày 18 tháng 6 năm 2014 tại Pháp, ngày 16 tháng 7 tại Thụy Điển, và ngày 17 tháng 10 tại Bắc Mỹ. Bộ phim được đạo diễn bởi DJ của Linkin Park là Joe Hahn, với Vincent D'Onofrio làm giám đốc sản xuất. D'Onofrio cũng đã làm diễn viên trong phim với vai Danny. Peter Stormare, Gina Gershon, Mimi Rogers, Brian Rodriguez và Cameron Monaghan đóng vai chính trong phim. Phim do Hahn, Vincent D'Onofrio và Sam Maydew sản xuất. Bộ phim là sản phẩm được đạo diễn đầu tay có độ dài hoàn chỉnh của Hahn và là bộ phim đạo diễn thứ hai của ông sau The Seed, chỉ dài 10 phút. Câu chuyện của bộ phim kể về cuộc sống của năm người ngoại ô bất mãn đến gặp nhau tại một trung tâm mua sắm.

## Diễn viên
Buổi casting cho phim do Angela Demo và Barbara J. McCarthy thực hiện.
- Vincent D'Onofrio trong vai Danny
- Gina Gershon trong vai Donna
- Cameron Monaghan trong vai Jeff
- James Frecheville trong vai Mal
- John Hensley trong vai Lenny
- Reid Ewing trong vai Beckett
- India Menuez trong vai Adelle
- Sianoa Smit-McPhee trong vai Shel
- Stephen Taylor trong vai Gus
- BK Cannon trong vai một cô gái bán hàng
- Michael Patrick McGill trong vai Ed
- Ron Yuan trong vai một cảnh sát gây rối Jeff và bắt giữ Danny
- Dean Cudworth trong vai Gary
- Peter Stormare trong vai Barry
- Gbenga Akinnagbe trong vai Michel

Kimberly Kane và Juelz Ventura xuất hiện với tư cách khách mời trong vai nữ diễn viên phim khiêu dâm.

## Sản xuất

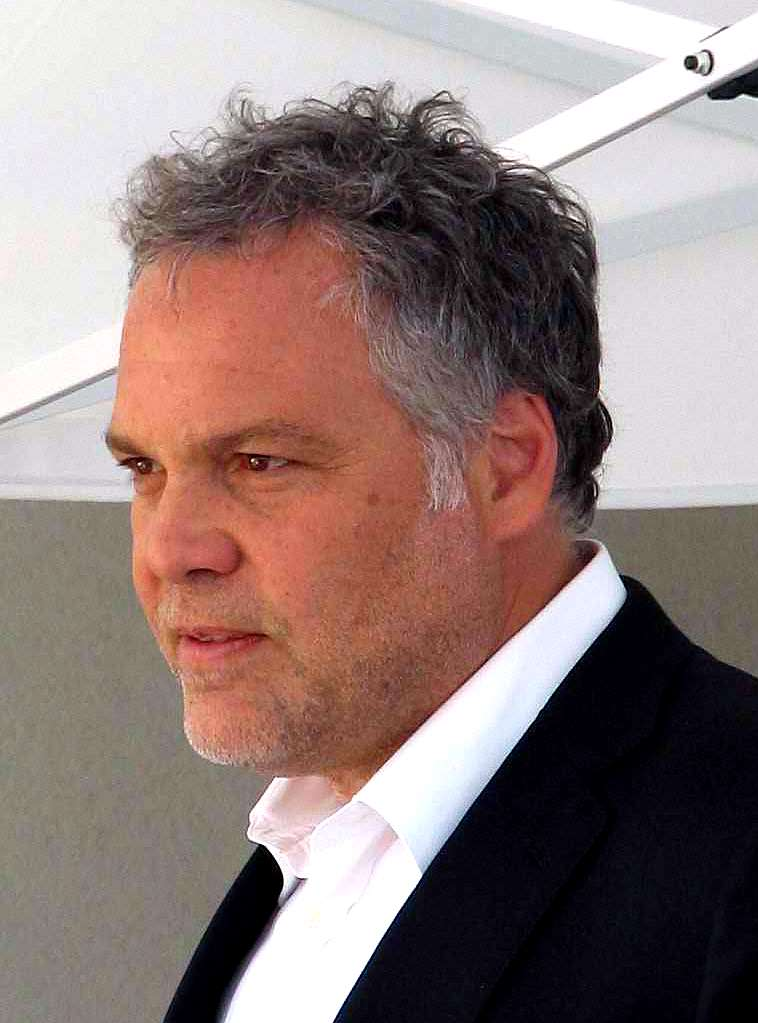
Vincent đã xử lý hầu hết các công việc cho bộ phim

Quá trình sản xuất phim do nhiều nhà sản xuất khác nhau đảm nhận. Nhưng nó chủ yếu được xử lý bởi Vincent D'Onofrio, ngoài ra còn bởi những người khác là Erika Hampson và Sam Maydew. Các nhà điều hành sản xuất bao gồm Shaked Berenson và Patrick Ewald.
Phim do Joe Hahn của ban nhạc rock Mỹ Linkin Park làm đạo diễn. Các thành viên khác của ban nhạc, bao gồm Chester Bennington, đã hỗ trợ sáng tác nhạc cho phim.

## Ghi hình
Quá trình ghi hình chính diễn ra ở phía Đông của Los Angeles. Thông tin chi tiết về vị trí của phim trường được giữ bí mật. Một chút thông tin đã được cung cấp cho các thành viên Linkin Park Underground sống ở Los Angeles bằng cách cho họ cơ hội gặp Joe Hahn. Bắt đầu bấm máy vào tháng 4 năm 2012.

## Quảng bá
Một đoạn trailer được tung ra trong đợt quảng bá phim cũng bị rò rỉ trên mạng vào cuối tháng 5. Nhưng để hỗ trợ cho điều đó, bộ phim đã có rất ít teaser được tung ra trên trang Facebook của bộ phim. Tất cả các đoạn giới thiệu xuất hiện vào ngày 25 tháng 7 năm 2014. Một danh sách xem trước khác được công bố qua Facebook và YouTube vào ngày 14 tháng 10.
Một đoạn trailer khác của phim cũng chính thức được tung ra trên trang Facebook của nhóm, dài vài phút.
Một cuộc triển lãm Nghệ thuật lấy cảm hứng từ bộ phim có tên Beast Astray đã được tổ chức vào ngày 25 tháng 9 năm 2014, tại Phòng trưng bày Known, Los Angeles, để quảng bá cho bộ phim. Triển lãm được thực hiện bởi sự tài trợ và hỗ trợ của Machine Shop, Red Bull, công ty Good Smile và nhiều công ty khác.

## Âm nhạc

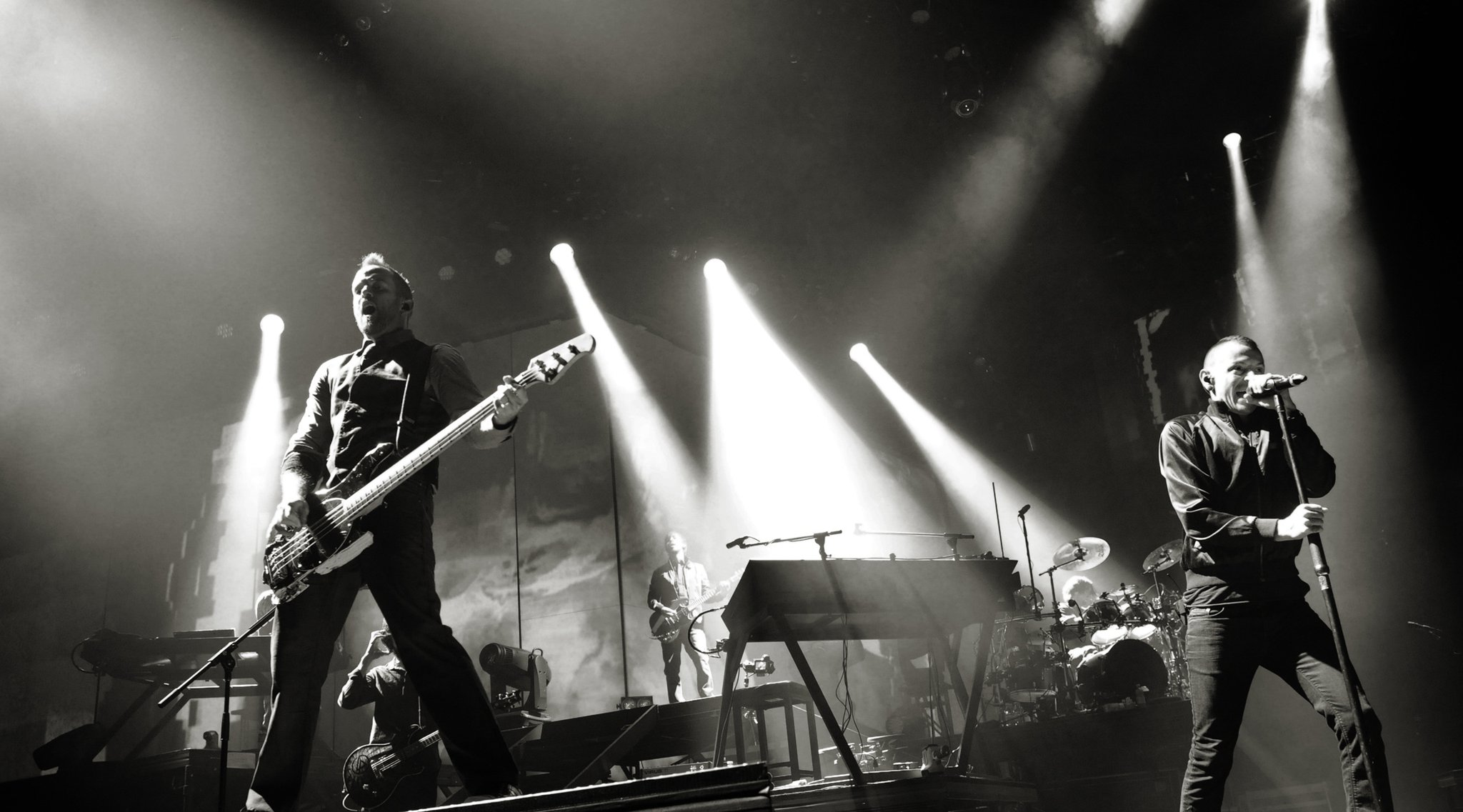
Linkin Park phối hợp với Alec Puro để biên soạn phần âm nhạc.

Phần âm nhạc cho phim do tay trống của Deadsy là Alec Puro cùng các thành viên Linkin Park là Chester Bennington, Dave Farrell, Hahn và Mike Shinoda sáng tác. Đây là đĩa nhạc nền thứ sáu và là phần nhạc nền phim thứ hai được ban nhạc biên soạn, sau phần nhạc phim của họ cho bộ phim năm 2007, Transformers. Nhạc nền cho phim được phát hành bởi hãng thu âm Warner Bros. và Machine Shop vào ngày 12 tháng 12 năm 2014.

## Phát hành
Vào tháng 10 năm 2013, Joe Hahn đã phát triển một vài món đồ chơi cho Transformers G1, và tại đây trong một cuộc phỏng vấn, ông nói rằng bộ phim sẽ được phát hành vào năm 2014. Bộ phim đã được trình chiếu độc quyền tại sự kiện Nerd HQ thường niên lần thứ 5 của Zachary Levi và The Nerd Machine vào ngày 24 tháng 7 năm 2014, tại Petco Park ở San Diego ngay sau buổi biểu diễn của ban nhạc tại MTVU Fandom Awards khi họ đã biểu diễn bản hit thứ hai của họ từ album The Hunting Party là đĩa đơn "Until It's Gone". Mall đã có buổi ra mắt tại rạp ở Los Angeles vào ngày 14 tháng 10 năm 2014, và phát hành giới hạn vào ngày 17 tháng 10 năm 2014. Nó được phát hành tại Canada vào ngày 24 tháng 10 và ra mắt trên iTunes vào ngày 31 tháng 10. Nó được phát hành dưới dạng video theo yêu cầu vào tháng 11 năm 2014.

## Đón nhận
Zach Hollwedel của Under the Radar đánh giá nó 4/10 sao và gọi nó là "một thông điệp tức giận dành cho những người tiêu dùng nước Mỹ với ít giá trị thu lại".

### Phỏng vấn
- Radish, Christina (ngày 16 tháng 10 năm 2014). "Director Joe Hahn Talks MALL, Why He Chose This Material as His First Feature, the Casting Process, His Music Video Background, and More". Collider. Truy cập ngày 28 tháng 3 năm 2015.
- Scancarelli, Derek (ngày 22 tháng 10 năm 2014). "UTG INTERVIEW: Joe Hahn Of Linkin Park On Directorial Debut 'Mall'". Under the Gun Review. Bản gốc lưu trữ ngày 17 tháng 4 năm 2021. Truy cập ngày 28 tháng 3 năm 2015.
- Graff, Gary (ngày 9 tháng 9 năm 2014). "Linkin Park's Joe Hahn Makes Directorial Debut with 'Mall': Watch An Exclusive Clip". Billboard. Truy cập ngày 28 tháng 3 năm 2015.
- Sneider, Jeff (ngày 14 tháng 10 năm 2014). "'Mall' Producers Vincent D'Onofrio, Sam Maydew on Movie Violence and the Power of Linkin Park". The Wrap. Truy cập ngày 28 tháng 3 năm 2015.